# Carlos de Ibarra
Carlos de Ibarra y Barresi (c. 1590-1639) fue un marino y militar español.

## Biografía
Nació alrededor del año 1590, hijo de Diego de Ibarra y Aizpiri Vargas y Leonor Barresi y Branciforte. Aunque de familia natural de la localidad guipuzcoana de Éibar, habría nacido en Sicilia. Para 1616, era ya almirante. Tuvo un papel destacado en la victoria que la flota dirigida por Fadrique de Toledo alcanzó contra los holandeses en el estrecho de Gibraltar el 10 de enero de 1627. Se destacó, asimismo, como organizador de flotas.
En 1638, cuando iba a iniciar el viaje de regreso desde Cartagena de Indias, se le notificó que de Holanda había partido una armada de diez galeones reforzados sin otra misión que la de dejar tropas y municiones en Brasil y unirse luego a otra escuadra holandesa de catorce navíos que cruzaba sobre La Habana para intentar, ambas juntas, el apresamiento de los buques españoles. Si bien se le habría dado a Ibarra la orden de evitar a los rivales, dio vela para encontrarse con Cornelius Jol, marinero al que los españoles llamaban Pie de palo y al que derrotó. Festejado a su regreso a España, se le concedieron los títulos de vizconde de Centenera, primer marqués de Taracena, comendador de Villahermosa en la Orden de Santiago, gentilhombre del Consejo de Guerra y caballero de la Orden de Alcántara.
Falleció en Barcelona el 22 de noviembre de 1639.